# 李肖宗
李肖宗，台灣電力公司前副總經理，因搶救921地震中寮鐵塔倒塌全台大停電事件有功，成為台電最年輕的副總經理，後捲入第六輸變電工程弊案於2012年被判刑(仍可上訴第三審)，當事人一再表示自己的清白。
- 李肖宗：投資擴廠 先搞定區域供電[永久]
- 臺電六輸官商勾結弊案 前副總李肖宗被判刑[]